# Leviatan (romanzo)
Leviatan (Léviathan) è un romanzo di Julien Green, pubblicato a Parigi da Plon nel 1929.
È stato tradotto in inglese, norvegese, tedesco, ceco, polacco, danese, ungherese, spagnolo, olandese, ebraico, croato, coreano, neogreco, portoghese, turco, oltre che in italiano.

## Trama
La vicenda si svolge a Lorges, nella Francia centrale.

### Prima parte
Paul Guéret, uomo ancor giovane, si sente un fallito. Il suo matrimonio non è felice, la fortuna non gli è stata propizia, tanto che ha lasciato Parigi, dove risiedeva, per stabilirsi a Lorges, dove fa il precettore. Qui si innamora in modo ossessivo di una ragazza, Angèle, ed ha nei suoi confronti una gamma di atteggiamenti che vanno dalla più sentita umiltà, alla più offensiva diffidenza. Perché egli sospetta la ragazza di avere anche altri appuntamenti. 
Angèle purtroppo è legata alla Signora Londe, che chiama "zia". La Londe, col pretesto di educare Angèle e di ospitarla, le combina delle uscite con uomini molto più adulti. Quindi il sospetto di Guéret è fondato, ma gli incontri di Angèle, organizzati dalla zia, sono volti solo in minima parte a uno sfruttamento economico (Angèle riceve qualche regalo e in genere può tenerlo). Quello che spinge la Signora Londe a comportarsi in tal modo è una forma maniacale di curiosità: offrendo la compagnia di Angèle ai clienti del ristorante che gestisce, li lega a sé e ne conosce tutti i segreti.
La comparsa di Guéret al ristorante è causa di una crisi generale, perché la Londe vuole che l'uomo divenga suo cliente ed è pronta ad inimicarsi gli altri avventori per uno sconosciuto.
A queste beghe, si aggiunge il fatto che Guéret si rivela molto incompetente nel suo ruolo di precettore, presso la famiglia Grosgeorges. La signora, perennemente insoddisfatta e troppo dura col figlio di dieci anni,  mette gli occhi sul precettore, tuttavia si mostra gelida e terribile. Dal canto suo, il marito, a sua volta preso dalle grazie di Angèle, si comporta in modo indiscreto e Guéret viene a conoscere questo ulteriore aspetto della vita della ragazza.
In realtà, Guéret non può lamentarsi della moglie, né pretendere nulla da Angèle. Al fondo di sé c'è un grave turbamento che lo spinge all'irragionevolezza e lo tiene come prigioniero. Così una notte tenta di entrare nella camera di Angèle, che per caso è vuota. All'alba, incontrata Angèle in riva al fiume, ha con lei un dialogo assurdo che termina in una crisi di violenza bruta: picchia Angèle con un ramo, sfigurandola, ne abusa e scappa.
Dopo questo crimine, Guéret passa la giornata nascosto e attende la sera per tornare a casa e fuggire con il poco denaro che possiede. Però, quando alla luce della luna si decide a venire allo scoperto, incontra un povero anziano con un bastone. Convinto che quest'uomo lo voglia accusare, lo aggredisce, lo uccide a bastonate e corre a ripararsi in un deposito di carbone. In piena notte, dopo aver dormito in terra per alcune ore, Guéret riesce ad evadere anche dal deposito e, pur lasciando dietro di sé moltissime tracce, scompare nel nulla.

### Seconda parte
Sono passati circa tre mesi, è arrivato l'inverno. Angèle si è chiusa nella sua stanza e rifiuta di uscire. Le ferite dell'aggressione ne hanno rovinato per sempre la bellezza. Ma la ragazza ha negato che l'aggressore fosse Guéret, a dispetto di vari testimoni che li avevano visti insieme poco prima. La Signora Londe ha avuto un decadimento fisico e psichico: senza Angèle e i suoi appuntamenti, non domina più i clienti del ristorante. Per giunta, grava su di lei il sospetto di aver nascosto Guéret. La moglie di Guéret è tornata dai genitori, in Bretagna. E la famiglia Grosgeorges ha mandato il piccolo André in collegio.
Guéret, lacero e affamato, ma poco mutato nell'aspetto, torna a Lorges, sempre ossessionato da Angèle. Vuole parlarle, vorrebbe fuggire con lei. Così viene occasionalmente visto e riconosciuto dalla signora Grosgeorges. La donna lo chiama e gli ordina di incontrarla la sera seguente. Perché anch'ella è divorata da una forma ossessiva e d'improvviso cede all'impulso di proteggere l'assassino.
Guéret va ad incontrare la signora Grosgeorges, ma viene preceduto da Angèle che vuole fuggire da sola e intende chiedere del denaro al signor Grosgeorges. Trovata la moglie, anziché il marito, Angèle fa la sua richiesta e viene trattata molto male dalla ricca signora Grosgeorges. Quindi incontra Guéret e tra i due si innesca una serie di bugie e omissioni. Guéret vuole ad ogni costo che Angèle lo raggiunga l'indomani sera.
Più tardi egli suona alla casa dei Grosgeorges. La signora lo fa entrare e lo chiude in salotto, promettendogli che l'indomani lo farà fuggire. Guéret passa ore di paura e si convince che sarà tradito. Ed infatti l'indomani, la donna manda un messaggio ad Angèle e le dice di tenere prigioniero Guéret e di avvertire i gendarmi. L'avviso però arriva alla signora Londe che immediatamente effettua la denuncia.
Negli ultimi minuti drammatici passati alla villa, Guéret supplica la signora Grosgeorges di lasciarlo andare, ma lei fa leva sulle sue ossessioni e gli fa credere che Angèle può denunciarlo e se lo fa, vuol dire che non lo ama. E con grande orrore, Eva Grosgeorges scopre di amare a sua volta quell'uomo e di non essere niente per lui.
Quando stanno per arrivare le forze dell'ordine, di fronte all'ennesima supplica di Guéret, che giunge a minacciarla, la signora Grosgeorges si spara in petto con una pistola che aveva con sé.
Il dolore per tutto questo ottenebra la mente di Angèle che, a sera, esce in stato febbrile con la vaga coscienza di un incontro. La fanciulla, morente, viene riportata a casa la mattina dopo, e con la resa della vita, sarà finalmente libera dai suoi insopportabili pesi.

## Personaggi
- Paul Guéret - di età tra i 35 e i 40 anni; all'inizio del libro è sposato e ha l'incarico di precettore presso l'agiata famiglia Grosgeorges;
- Angèle - 18 anni; orfana, vive presso la Signora Londe, che chiama Zia, ma tale parentela non è mai chiarita;
- Signora Londe - 55 anni; proprietaria di un ristorante, tiene presso di sé Angèle e la piccola Fernande, col pretesto di educarle, ma in realtà con fini più equivoci;
- Fernande - 13 anni;
- Marie Guéret - moglie di Paul, lavora facendo la ricamatrice;
- Éva Grosgeorges - 50 anni; ricca proprietaria della villa Mon Idée. Fortemente insoddisfatta nel matrimonio e nella vita in genere, odia il marito e il figlio;
- Signor Grosgeorges - anziano marito e padre, spalleggia il figlio e si dà alle avventure extraconiugali;
- André - 10 anni; ragazzino terrorizzato dalla madre che gode nel punirlo.
- Signor Sarcenas - un anziano ospite della locale casa di riposo.

## Una tematica: il destino
Risulta incredibile come, in Leviatan, i personaggi siano mossi dal destino. Al fondo ci sono le loro passioni che hanno preso una forma viziosa e perniciosa. Guéret non ha mai un rimorso cosciente, salvo per la bellezza di Angèle, che però lui vuol credere intatta. La signora Londe non desidera altro che il potere su alcuni uomini di provincia ed è disposta a rimetterci economicamente nella gestione del ristorante. La signora Grosgeorges ha visto sfumare tutte le illusioni della giovinezza e sente in Guéret un alter ego, dal quale vorrebbe addirittura essere amata. È chiaro che una simile visione della vita è molto più consueta in un dramma teatrale che in un romanzo. In tal senso, sono illuminanti le considerazioni contenute nel saggio introduttivo di Walter Benjamin.

## Opere derivate
Nel 1962 è uscito in Francia il film Léviathan (titolo in italiano: La notte del peccato): dialoghi di Julien Green, musica di Arnold Schönberg e regia di Léonard Keigel. Interpreti principali Louis Jourdan (Guéret), Marie Laforêt (Angèle), Nathalie Nérval (Marie Guéret), Lilli Palmer (signora Grosgeorges), Madeleine Robinson (signora Londe), Georges Wilson, (signor Grosgeorges), Patrick Monneron (André).

## Edizioni in italiano
- Leviatan, con otto illustrazioni di Fabrizio Clerici, unica traduzione autorizzata dal francese di Vittorio Sereni, Collezione Il ponte, Milano, Arnoldo Mondadori Editore, 1946; Collana Il Bosco n.96, Mondadori, 1961.
- Leviatan, traduzione di Vittorio Sereni, con un saggio introduttivo di Walter Benjamin, Collana La Gaja Scienza n.173, Milano, Longanesi, 1986, ISBN 978-88-304-067-80; Milano, Club degli Editori (CDE), 1987; Collana Teadue n.63, Milano, TEA, 1991, ISBN 978-88-781-9207-2; Collana Scrittori di tutto il mondo, Milano, Corbaccio, 1998, ISBN 978-88-797-2345-9; Milano, Mondolibri, 1999; Collana Biblioteca di narratori, Longanesi, 2008, ISBN 978-88-304-2578-1.
- Leviatan, trad. Vittorio Sereni, Introduzione di Giorgio Montefoschi, Collana Narratori della Fenice, Milano, Guanda, 2021, ISBN 978-88-235-2309-8.